# Physalospora empetri
Physalospora empetri är en lavart som beskrevs av Rostr. 1901. Physalospora empetri ingår i släktet Physalospora och familjen Hyponectriaceae.  Arten är reproducerande i Sverige. Inga underarter finns listade i Catalogue of Life.